# Pont de Yeongjong
 (juin 2012).
Si vous disposez d'ouvrages ou d'articles de référence ou si vous connaissez des sites web de qualité traitant du thème abordé ici, merci de compléter l'article en donnant les références utiles à sa vérifiabilité et en les liant à la section « Notes et références ».

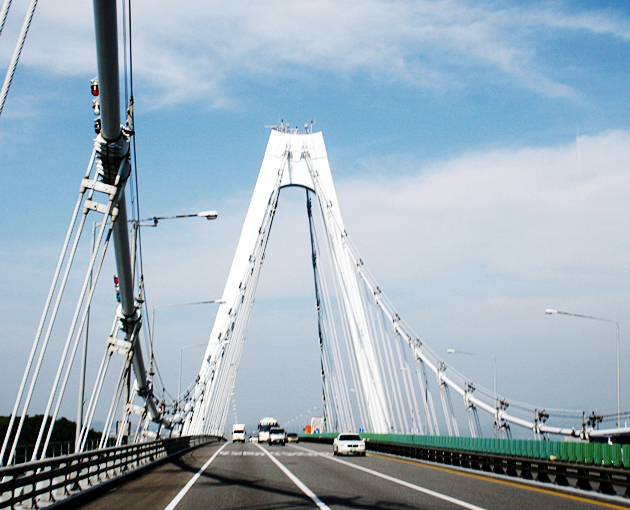
Le pont de Yeongjong

Le pont de Yeongjong est un pont situé à Incheon, en Corée du Sud. Il relie la Corée continentale à l'île Yeongjong où se trouve notamment l'aéroport international d'Incheon et la ville nouvelle de Songdo. Il a une longueur totale de 4 420 mètres et comporte trois systèmes structurels différents : un pont suspendu (550 m), un pont à poutres triangulées (2 250 m), et un pont en poutre-caisson (1 620 m). Le pont présente deux niveaux, faisant passer une autoroute à six voies sur le pont supérieur et une autoroute à quatre voies et des voies ferrées doubles sur le pont inférieur. Le pont suspendu est un pont en trois dimensions de suspension auto-ancré[pas clair]. La forme du câble et la poutre raidie ont été conçues pour symboliser les combles de la maison traditionnelle coréenne Kiwa.